# Mandelmilch

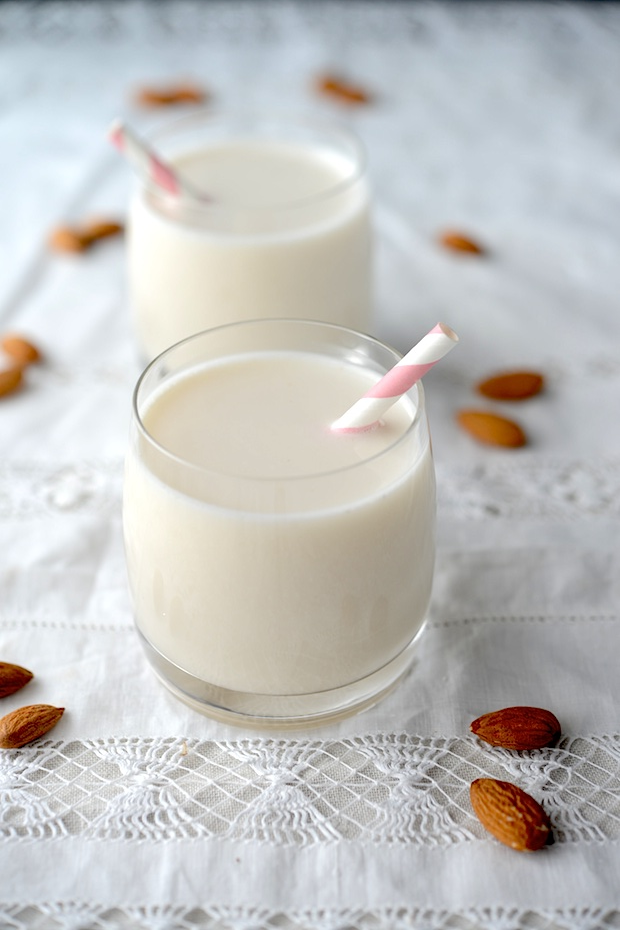
Mandelmilch

Mandelmilch ist ein aus Mandeln (den Samen des Mandelbaumes) und Wasser hergestelltes pflanzliches Getränk. Auch in diversen Pflegeprodukten findet Mandelmilch Anwendung. Da Milchersatz in der Europäischen Union nicht mit der Bezeichnung Milch in Verkehr gebracht werden darf, werden in Deutschland Mandelmilch-Produkte im Handel auch als „Mandelgetränk“ oder „Mandeldrink“ bezeichnet. In Italien hingegen hat Mandelmilch als latte di mandorla eine jahrhundertealte Tradition.

## Geschichte

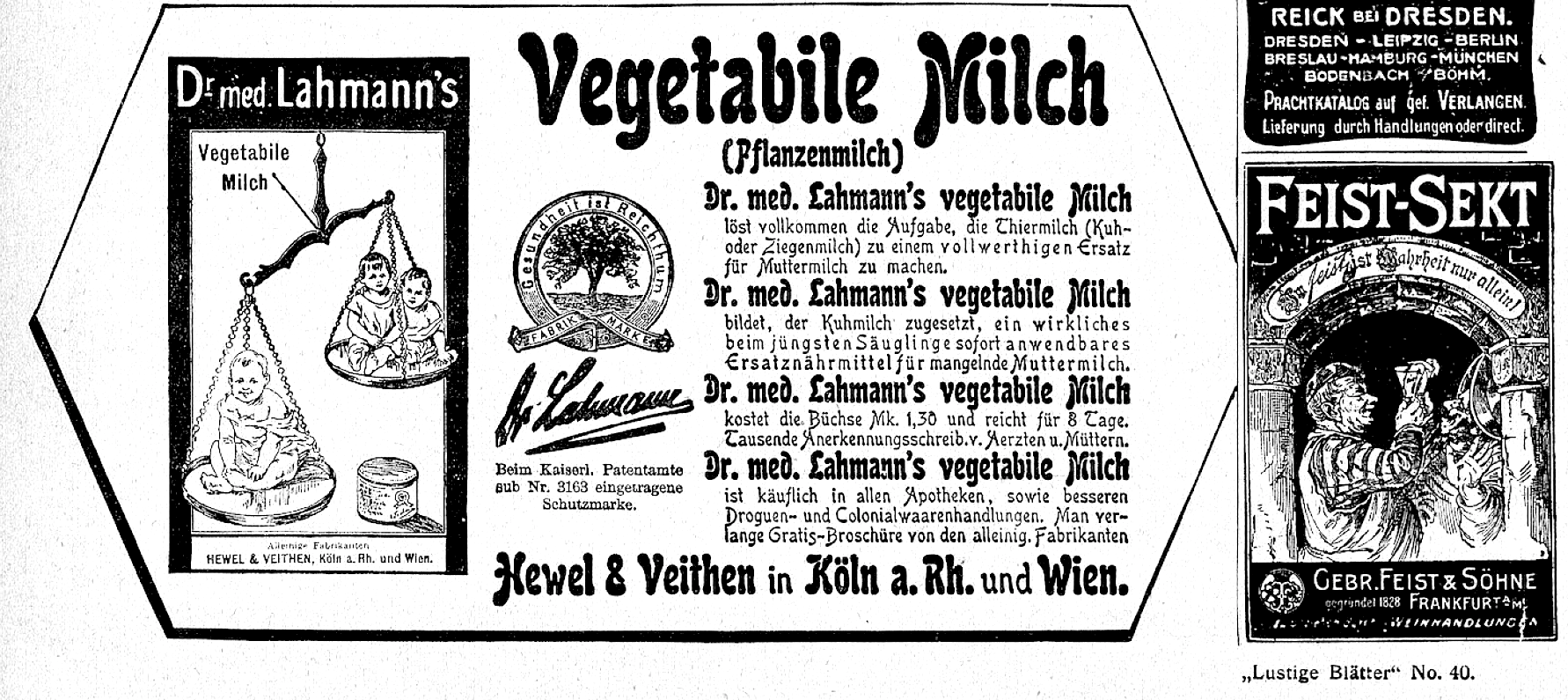
Werbeanzeige für „Lahmann’s Vegetabile Milch“

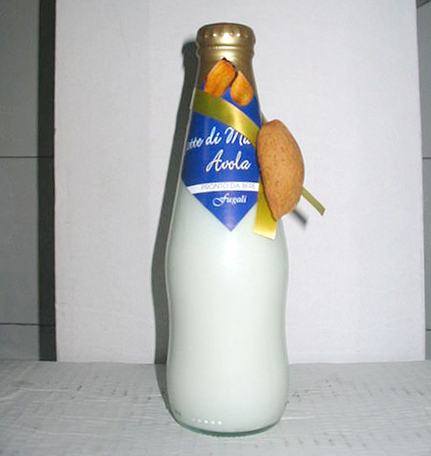
Latte di mandorla aus Avola

Schon im Mittelalter war die Mandelmilch bekannt. Sie breitete sich von der Iberischen Halbinsel in Europa bis nach Ostasien aus. Sowohl in der islamischen wie auch in der christlichen Gesellschaft war sie (zubereitet hauptsächlich aus Mandeln, verschiedenen Früchten und Samen) beliebt und wurde zur Fastenspeise. In mittelalterlichen Rezepten ist Mandelmilch eine häufig verwendete Zutat.
Im mittelalterlichen buoch von guoter spîse (um 1350) wird die Herstellung von Mandelmilch wie folgt beschrieben:

„Nim mandel kern. mache in schoene in siedem wazzer. und wirf sie kalt wazzer. loese die garsten und stoz die besten in einem mörser. Alse sie veiste beginnen, so sprenge dor uf ein kalt wazzer. und stoz sie vaste und menge sie mit kaldem wazzere eben dicke, und rink sie durch ein schoen tuch. und tu die kafen wider in den mörser. stoz sie und rink sie uz“

Mandelmilch wurde in der Gegend von Neapel noch 1828 zur unterstützenden Behandlung der Ruhr empfohlen:

„Der Fremde pflegt gern Anfälle der Ruhr zu erfahren, wobei man vor dem Gebrauche hitzender Mittel warnen, und zum einfachen Genusse kräftiger, mit Schnee versetzter Mandelmilch, oder der Sorbetti, Orgiaten und dergleichen kühlender Getränke rathen muß, wenn nicht gleich ein mit dem Klima vertrauter Arzt zu Rathe gezogen werden kann.“

In Deutschland wurde Mandelmilch in der Lebensreform-Bewegung um die Wende zum 20. Jahrhundert unter anderem von Heinrich Lahmann auch als „vegetabile Milch“ vertrieben.

## Herstellung
Zur Herstellung von Mandelmilch übergießt man frisch gemahlene und dann angeröstete Mandeln oder eine Mandelpaste (auf Sizilien pasta di mandorla) mit warmem bis heißem Wasser und lässt sie mehrere Stunden ziehen. Die abgefilterte Mandelmilch kann je nach Geschmack gesüßt oder mit Gewürzen (z. B. Vanille, Zimt, Orangenblütenwasser) verfeinert werden. Während die Produktion klimaschädlicher Gase bei Mandelmilch im Vergleich zu Kuhmilch niedriger ist, wird mehr Wasser bei der Herstellung verwendet.

## Verbreitung
Mandelmilch ist ein typisches Getränk auf Sizilien, wo sie als latte di mandorla erhältlich ist, wie auch in Kalabrien, Apulien und in der spanischen Küche. In der mallorquinischen Küche wird Mandelmilch zu Mandelsorbet verarbeitet, das traditionell zu Mandelkuchen gereicht wird.
In den USA erhält man Mandelmilch in Supermärkten neben zahlreichen anderen Milchersatzprodukten und Milchvarianten, wie z. B. laktosefreier Milch. Ab 2013 wurde Mandelmilch in den USA zum Trendgetränk und der Absatz stieg stark an. Das Getränk wird seither zunehmend auch in Europa vertrieben.